# Али ибн Хамуд
Али ибн Хамуд (7 июня 1884 — 20 декабря 1918) — восьмой султан Занзибара с 1902 по 1911.

## Биография
Был старшим сыном султана Хамуда ибн Мухаммада. В 1902 году он был направлен в качестве представителя своего отца в Лондон на коронацию Эдуарда VII. На обратном пути, когда они достигли Джибути, сопровождавший его в поездке британский консул в Занзибаре сэр Бэзил Кэйв проинформировал молодого принца, что его отец скончался, и что британское правительство выбрало его новым султаном Занзибара. В связи с молодостью принца до достижения им 21-летнего возраста регентом страны был первый министр А.Роджерс. Однако после этого Али ибн Хамуд процарствовал недолго, и в 1911 году из-за плохого состояния здоровья отрёкся от престола в пользу мужа своей сестры, а сам уехал во Францию, где и умер в 1918 году.